# Südhumbrische Verdumpfung
Unter der südhumbrischen Verdumpfung versteht man eine Rundung bzw. Labialisierung des altenglischen ā zu einem ɔ:-Laut im 12. Jahrhundert in den Gebieten Englands, welche südlich des Flusses Humber gelegen sind. Nördlich des Humber blieb dieser Vokallaut zunächst unverändert. Der Fluss Humber stellt für diesen Fall somit eine Isoglosse dar. Der Begriff „südhumbrische Verdumpfung“ ist im Englischen selbst eher unüblich. Man spricht hier schlichtweg von rounding oder gelegentlich auch southern rounding.

## Auswirkungen
Daraus ergeben sich südhumbrisch neue Formen einiger altenglischer Wörter, wie z. B.
- stone ‚Stein‘ (ae. stān)
- bone ‚Knochen‘ (ae. bān)
- road ‚Straße‘ (ae. rād)